# Morey’s Piers
Koordinaten: 38° 59′ 8″ N, 74° 48′ 34″ W
Morey's Piers ist ein US-amerikanischer Freizeitpark im Bundesstaat New Jersey, der 1969 von Bill Morey eröffnet wurde. Konkret besteht Morey's Piers aus mehreren Piers: Surfside Pier, Mariner's Landing und Adventure Pier.

## Liste der Achterbahnen

### Bestehende Achterbahnen
| Name             | Typ                                  | Hersteller                    | Eröffnungsjahr | Bemerkungen | Weblinks |
| ---------------- | ------------------------------------ | ----------------------------- | -------------- | --- | -------- |
| Doo Wopper       | Wilde Maus                           | Zamperla                      | 1998           | Zwischen 2004 und 2005 wurde die Bahn vom Wild-Wheels-Pier zum Original-Pier versetzt. Die Bahn ist nach einem Hamburgerstand thematisiert.                                                                                         |          |
| Great Nor'Easter | Inverted Coaster                     | Vekoma                        | 1995           | Zwischen 2008 und 2016 fuhr die Bahn unter dem Namen Fly the Great Nor'Easter. Der Name bezieht sich auf den Sturm Nor’easter, der typischerweise in der Region um Morey’s Piers auftritt. Sie befindet sich auf dem Original-Pier. |          |
| Great White      | Holzachterbahn, Hybrid Coaster       | Custom Coasters International | 1996           | Befindet sich auf dem Adventure-Pier. |          |
| Rollies Coaster  | Zyklon                               | Pinfari                       | 1999           | Befindet sich auf Mariner’s Landing. |          |
| Runaway Tram     | Familienachterbahn                   | Zierer Rides                  | 2019           | Befindet sich auf dem Surfside-Pier. |          |
| Sea Serpent      | Shuttle Coaster                      | Vekoma                        | 1984           | Befindet sich auf Mariner’s Landing. |          |
| Wild Whizzer     | Spinning Coaster, Familienachterbahn | SBF Visa Group                | 2018           | Befindet sich auf Mariner’s Landing. |          |

### Geschlossene Achterbahnen
| Name       | Typ                              | Hersteller                | Eröffnungsjahr    | Schließungsjahr   | Bemerkungen | Weblinks |
| ---------- | -------------------------------- | ------------------------- | ----------------- | ----------------- | --- | -------- |
| Flitzer    | Stahlachterbahn ohne Inversionen | Zierer Rides              | 1983              | 2018              | Wurde 1969 hergestellt und befand sich auf dem Original-Pier. |          |
| Jet 400    | Stahlachterbahn ohne Inversionen | Schwarzkopf               | 1975              | 1984              | Befand sich auf dem Fun-Pier, dem heutigen Wild-Wheels-Pier. Die Bahn wurde 1984 bei einem Brand, das Frankenstein's Castle zerstörte, beschädigt. |          |
| Jet Star   | Stahlachterbahn ohne Inversionen | Schwarzkopf               | 1993              | 1999              | Befand sich auf dem Original-Pier. Die Bahn wurde 1972 hergestellt und 1976 aus Deutschland in die Vereinigten Staaten importiert, wo sie 1974 als Jet Star auf Coney Island betrieben wurde. Aufgrund finanzieller Schwierigkeiten wurde die Bahn 1977 an Knoebels Amusement Resort verkauft, die die Bahn 1992 als Jet Star betrieben, bevor die Bahn nach Morey’s Piers kam. Nach dem Aufenthalt in Morey’s Piers kam die Bahn nach Luna Park La Palmyre, die die Bahn seit 2000 als Jet Star betreiben. |          |
| Jumbo Jet  | Stahlachterbahn ohne Inversionen | Schwarzkopf               | 1976              | 1987              | Befand sich auf dem Original-Pier. Ursprünglich gehörte die Bahn dem Schausteller Rick & Löffelhardt. |          |
| Katapult   | Stahlachterbahn mit Inversion    | Schwarzkopf               | 1985              | 1989              | Von 1992 bis 1993 fuhr die Bahn als Katapultti in Linnanmäki. |          |
| RC-48      | Stahlachterbahn ohne Inversionen | Pinfari                   | 2000              | 2004              | Befand sich auf dem Original-Pier und wurde später von Wade Shows aufgekauft, die die Bahn auf Volksfesten weiterbetreiben. |          |
| Wild Mouse | Wilde Maus, Hybrid Coaster       | B. A. Schiff & Associates | 1957              | 1961 oder früher  | Befand sich auf dem Fun-Pier. |          |
| Wild Mouse | Wilde Maus, Hybrid Coaster       | B. A. Schiff & Associates | 1957              | zw. 1966 und 1968 | Befand sich auf dem Marine-Pier, dem heutigen Mariner’s Landing. |          |
| Zyclone    | Zyklon                           | Pinfari                   | 1988              | 1989              | Befand sich auf dem Surfside-Pier. Von 1990 bis 2008 wurde die Bahn als Zyklon in Fun Spot Park betrieben, befand sich allerdings noch bis 2012 im Park. 2014 und 2015 fuhr sie als WildCat in Santa's Village AZoosment Park. Seit 2018 fährt sie als WildCat in Parque de Diversiones Anita Nueva Aventura ihre Runden. |          |
| Zyklon     | Zyklon                           | Pinfari                   | zw. 1967 und 1969 | 1999              | Befand sich auf Mariner’s Landing an der Stelle, an der zuvor Wild Mouse stand. |          |